# Kalkot Mataskelekele
Kalkot Mataskelekele Mauliliu (* 24. dubna 1949, Port Vila, Nové Hebridy) byl prezidentem tichomořského státu Vanuatu. Ve funkci byl od 16. srpna 2004 do 16. srpna 2009. Během jeho funkce se vystřídali tři premiéři: Ham Lini, Serge Vohor, a Edward Natapei. V jeho funkci ho vystřídal Maxime Carlot Korman, který byl prezidentem pouhých 16 dní, než byl dne 2. září 2009 v řádných volbách zvolen Iolu Johnson Abil.